# Paul Daenen
Paul Daenen (Hasselt, 1955) is een Belgisch redacteur en journalist.

## Levensloop
Daenen begon zijn loopbaan als sportjournalist bij Het Belang van Limburg, later werd hij er chef van de sportredactie. In 1995 maakte hij de overstap naar Het Nieuwsblad, waarvan hij adjunct-hoofdredacteur werd.
In 1996 werd Daenen samen met Jaak Smeets aangesteld als hoofdredacteur van Het Laatste Nieuws in opvolging van Marcel Wilmet. Nadat Jaak Smeets in september 2003 werd aangesteld als journalistiek directeur van De Persgroep kwam de hoofdredactie volledig in de handen van Daenen. Van augustus 2005 tot september 2008 had hij Frank Depoorter als co-hoofdredacteur. Vervolgens werd hij directeur-uitgever van De Persgroep. Als hoofdredacteur werd hij in 2012 opgevolgd door het duo Margot Moeseke en Wim Verhoeven.
Na de fusie van De Persgroep en Medialaan in 2018 werd hij samen met Kris Hoflack directeur nieuws van News City, de overkoepelde nieuwsredactie van de verschillende mediacomponenten van het nieuwe mediabedrijf. De driekoppige nieuwsdirectie bestaat naast Daenen en Hoflack uit managing editor Kurt Minnen. Eind 2020 ging hij met pensioen.